# Producto escalar

Representación del producto escalar en el espacio euclideo.

En matemáticas, el producto escalar, también conocido como producto interno o producto punto, es una operación algebraica que toma dos vectores y retorna un escalar, y que satisface ciertas condiciones.
De entre todos los productos que se pueden definir en distintos espacios vectoriales, el más relevante es el denominado producto escalar (usual o estándar) en el espacio euclideo:
{\displaystyle V=\mathbb {R} ^{n}}.
{\displaystyle {\begin{array}{rcccl}\cdot &:&V\times V&\longrightarrow &\mathbb {R} \\&&(u,v)&\longmapsto &a=\cdot (u,v)=u\cdot v=\langle u,v\rangle \end{array}}}
Dados dos vectores {\displaystyle \mathbf {u} =(u_{1},u_{2},...,u_{n})} y {\displaystyle \mathbf {v} =(v_{1},v_{2},...,v_{n})}, su producto escalar se define como:
{\displaystyle \mathbf {u} \cdot \mathbf {v} =u_{1}\cdot v_{1}+u_{2}\cdot v_{2}+...+u_{n}\cdot v_{n}}
o sea, la suma de los productos componente por componente. Esta expresión equivale al producto matricial de una matriz fila y de una matriz columna, por lo que también se puede escribir el producto escalar usual como:
{\displaystyle \mathbf {u} \cdot \mathbf {v} =\mathbf {u} ^{T}\mathbf {v} }
donde se sigue el convenio de escribir los vectores en columna y {\displaystyle \mathbf {u} ^{T}} representa la transpuesta de {\displaystyle \mathbf {u} }.
El valor numérico del producto escalar es igual al producto de los módulos de los dos vectores y del coseno del ángulo entre ellos, lo que permite utilizar el producto escalar para estudiar conceptos típicos de la geometría euclídea en dos y tres dimensiones, como las longitudes, los ángulos y la ortogonalidad. El producto escalar puede definirse también en los espacios euclídeos de dimensión mayor a tres, y en general en los espacios vectoriales reales y complejos, a los que pueden trasladarse estos mismos conceptos geométricos. Los espacios vectoriales dotados de producto interior reciben el nombre de espacios prehilbertianos.
El nombre del producto punto se deriva del símbolo que se utiliza para denotar esta operación (« · »). El nombre de producto escalar enfatiza el hecho de que el resultado es un escalar en lugar de un vector, a diferencia por ejemplo del producto vectorial. Ambas denominaciones se suelen reservar para el producto escalar usual, mientras que en el caso general es más frecuente el uso de la expresión producto interno.

## Definición

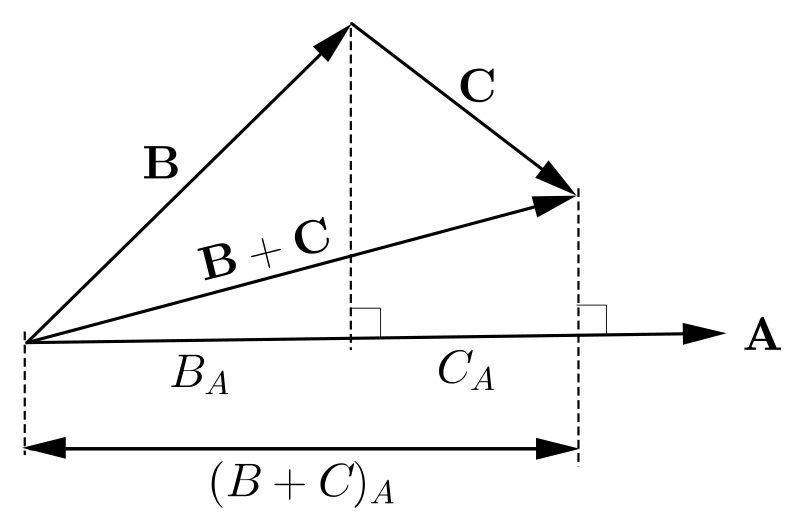
Propiedad distributiva del producto escalar

### Definición por coordenadas
Dados dos vectores {\displaystyle \mathbf {a} } y {\displaystyle \mathbf {b} } de {\displaystyle \mathbb {R} ^{n}}, de coordenadas {\displaystyle (a_{1},a_{2},\ldots ,a_{n})} y {\displaystyle (b_{1},b_{2},\ldots ,b_{n})} respectivamente, y donde las coordenadas vienen dadas respecto de una base ortonormal, el producto escalar {\displaystyle \mathbf {a} \cdot \mathbf {b} } se define como:
{\displaystyle \mathbf {a} \cdot \mathbf {b} =\sum _{i=1}^{n}a_{i}b_{i}=a_{1}b_{1}+a_{2}b_{2}\cdots +a_{n}b_{n}}

#### Usando matrices
Si se identifica los vectores {\displaystyle \mathbf {a} } y {\displaystyle \mathbf {b} } con las matrices columna de sus coordenadas:
{\displaystyle \mathbf {a} ={\begin{pmatrix}a_{1}\\a_{2}\\\vdots \\a_{n}\end{pmatrix}}\;,\quad \mathbf {b} ={\begin{pmatrix}b_{1}\\b_{2}\\\vdots \\b_{n}\end{pmatrix}}}
el producto escalar se puede ver como un producto matricial:
{\displaystyle \mathbf {a} \cdot \mathbf {b} =\mathbf {a} ^{\mathrm {T} }\mathbf {b} ={\begin{pmatrix}a_{1}&a_{2}&\cdots &a_{n}\end{pmatrix}}{\begin{pmatrix}b_{1}\\b_{2}\\\vdots \\b_{n}\end{pmatrix}}=a_{1}\,b_{1}+a_{2}\,b_{2}\;\ldots +a_{n}\,b_{n}}
donde {\displaystyle \mathbf {a} ^{\mathrm {T} }} denota la traspuesta de {\displaystyle \mathbf {a} }, entendido como matriz.

### Definición geométrica
Si se describen los vectores geométricamente, en términos de su módulo, dirección y sentido, es posible definir el producto escalar de forma que tenga una interpretación geométrica. En {\displaystyle \mathbb {R} ^{2}} o {\displaystyle \mathbb {R} ^{3}}, los vectores se pueden representar como flechas, cuya longitud es el módulo del vector y que apuntan en la dirección y sentido del vector. Si se representan los vectores como partiendo de un mismo punto, sus flechas formarán un ángulo.
Denotando el módulo de un vector {\displaystyle \mathbf {a} } como {\displaystyle \|\mathbf {a} \|}, el producto escalar de dos vectores {\displaystyle \mathbf {a} } y {\displaystyle \mathbf {b} } se define como
{\displaystyle \mathbf {a} \cdot \mathbf {b} =\|\mathbf {a} \|\|\mathbf {b} \|\cos \theta }
donde {\displaystyle \theta } es el ángulo que forman los dos vectores {\displaystyle \mathbf {a} } y {\displaystyle \mathbf {b} }.

## Relación con las propiedades de los vectores

### Módulo de un vector
El producto escalar de un vector consigo mismo equivale a la suma de los cuadrados de sus componentes:

{\displaystyle \mathbf {U} \cdot \mathbf {U} =U_{1}^{2}+U_{2}^{2}+...+U_{n}^{2}\ .}

Al tratarse de una suma de cuadrados, todos los sumandos son no-negativos, y solo es cero cuando todas las componentes son cero, es decir, cuando U es el vector nulo. En otro caso es un número real positivo que, por aplicación sucesiva del teorema de Pitágoras, equivale al cuadrado de la distancia entre el origen de coordenadas y el punto extremo del vector U. En resumen:

{\displaystyle \mathbf {U} \cdot \mathbf {U} =\lVert U\rVert ^{2},}

o dicho de otro modo, el módulo (o norma) del vector U es la raíz cuadrada del producto escalar de U consigo mismo.
Un vector de módulo igual a la unidad se denomina vector unitario, y es usual denotarlo con un acento circunflejo, como {\displaystyle {\hat {u}}}. Siempre es posible obtener un vector unitario en la dirección de cualquier vector no nulo v, multiplicándolo por el inverso de su norma. A este proceso se le denomina normalización del vector v.

### Ángulo entre dos vectores

Triángulo definido por dos vectores u y v.

Aplicando el teorema del coseno al triángulo definido por dos vectores u y v, se tiene que
{\displaystyle \|\mathbf {v} -\mathbf {u} \|^{2}=\|\mathbf {u} \|^{2}+\|\mathbf {v} \|^{2}-2\|\mathbf {u} \|\|\mathbf {v} \|\cos \theta \ ,}
que se puede reescribir como
{\displaystyle 2\|\mathbf {u} \|\|\mathbf {v} \|\cos \theta =\|\mathbf {u} \|^{2}+\|\mathbf {v} \|^{2}-\|\mathbf {v} -\mathbf {u} \|^{2}\ .}
El cuadrado de la norma de cada uno de estos vectores es:
{\displaystyle \|\mathbf {u} \|^{2}=\mathbf {u} \cdot \mathbf {u} =u_{1}^{2}+u_{2}^{2}+...+u_{n}^{2}\ .}
{\displaystyle \|\mathbf {v} \|^{2}=\mathbf {v} \cdot \mathbf {v} =v_{1}^{2}+v_{2}^{2}+...+v_{n}^{2}\ .}
{\displaystyle \|\mathbf {v} -\mathbf {u} \|^{2}=(\mathbf {v-u} )\cdot (\mathbf {v-u} )=(v_{1}-u_{1})^{2}+(v_{2}-u_{2})^{2}+...+(v_{n}-u_{n})^{2}\ .}
Sustituyendo en la expresión anterior, y puesto que {\displaystyle (v_{i}-u_{i})^{2}=v_{i}^{2}-2u_{i}v_{i}+u_{i}^{2}}, tras cancelar todos los sumandos de la forma {\displaystyle u_{i}^{2}} y {\displaystyle v_{i}^{2}} solo queda 

{\displaystyle 2\|\mathbf {u} \|\|\mathbf {v} \|\cos \theta =2u_{1}v_{1}+2u_{2}v_{2}+...+2u_{n}v_{n}=2\ \mathbf {u} \cdot \mathbf {v} \ ,}

de donde, si la norma de ambos vectores es distinta de cero, se puede despejar

{\displaystyle \cos \theta ={\frac {\mathbf {u} \cdot \mathbf {v} }{\|\mathbf {u} \|\|\mathbf {v} \|}}\ ={\frac {\mathbf {u} \cdot \mathbf {v} }{{\sqrt {\mathbf {u} \cdot \mathbf {u} }}{\sqrt {\mathbf {v} \cdot \mathbf {v} }}}}\ .}

El denominador de esta expresión es siempre positivo, con lo que el signo del producto escalar coincide con el del coseno del ángulo {\displaystyle \theta }. El producto escalar es positivo cuando este ángulo es menor que el ángulo recto, y es negativo cuando el ángulo es mayor.

A • B = A B cos(θ).
A cos(θ) es la proyección escalar de A en B.

#### Vectores ortogonales
Dos vectores son ortogonales o perpendiculares cuando forman ángulo recto entre sí.
Si el producto escalar de dos vectores es cero, ambos vectores son ortogonales

{\displaystyle \mathbf {A} \cdot \mathbf {B} =0\qquad \Leftrightarrow \qquad \mathbf {A} \mathrel {\bot } \mathbf {B} }

ya que el {\displaystyle \cos {\frac {\pi }{2}}=0}.

#### Vectores paralelos o en una misma dirección
Dos vectores son paralelos o llevan la misma dirección si el ángulo que forman es de 0 radianes (0 grados) o de π radianes (180 grados).
Cuando dos vectores forman un ángulo cero, el valor del coseno es la unidad, por lo tanto el producto de los módulos vale lo mismo que el producto escalar.

{\displaystyle \mathbf {A} \cdot \mathbf {B} =AB\cos \theta \quad \vert \mathbf {A} \cdot \mathbf {B} \vert =\vert A\vert \vert B\vert \leftrightarrow \vert {\cos \theta }\vert =1\leftrightarrow A\parallel B}

### Proyección de un vector sobre otro

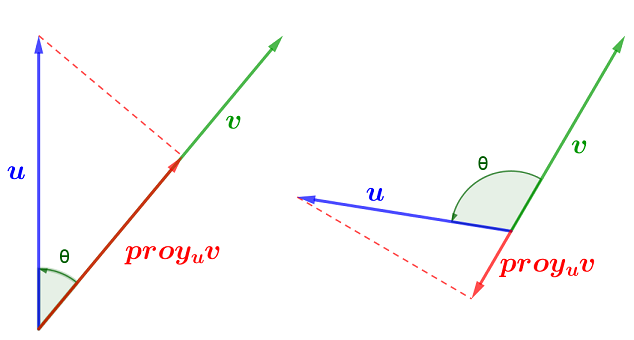
Proyección

La proyección ortogonal de un vector u sobre (la dirección de) un vector v, distinto del vector nulo, se define como el vector paralelo a v que resulta de proyectar u sobre el subespacio generado por v. En otras palabras, es la sombra que proyecta un vector sobre el otro.
El módulo de la proyección del vector u sobre la dirección del vector v es {\displaystyle \|P_{v}(u)\|=\|u\|cos\theta }, con lo cual

{\displaystyle |\mathbf {u} \cdot \mathbf {v} |=\|P_{v}(u)\|\cdot \|v\|\ ,}

esto es, el producto escalar de dos vectores también puede definirse como el producto del módulo de uno de ellos por la proyección del otro sobre él.
En consecuencia, la proyección se puede calcular como el producto punto entre ambos vectores, dividido entre la magnitud del vector v al cuadrado, multiplicado por el vector v:
{\displaystyle P_{v}(u)={\frac {\langle {\bf {{u},{\bf {{v}\rangle }}}}}{||{\bf {{v}||}}}}\cdot {\frac {\bf {v}}{||{\bf {{v}||}}}}={\frac {\langle {\bf {{u},{\bf {{v}\rangle }}}}}{\langle {\bf {{v},{\bf {{v}\rangle }}}}}}{\bf {v}}}.
Por ejemplo, en el caso del espacio euclideo en dos dimensiones, la proyección del vector  u=(4, 5) sobre el vector v= (5, -2) es el vector
{\displaystyle P_{v}(u)={\frac {4\cdot 5+5\cdot (-2)}{5^{2}+(-2)^{2}}}(5,-2)=(50/29,-20/29).}
En el caso particular de que se considere la dirección de un vector unitario e, la expresión para la proyección de un vector u sobre e toma la forma simplificada 

{\displaystyle P_{e}(u)=\langle {\bf {{u},{\bf {{e}\rangle \ {\bf {e}}}}}}}.

Las expresiones anteriores son utilizadas en el método de Gram-Schimdt para obtener una base ortonormal.

## Definición general
En un espacio vectorial, un producto interno es una aplicación
{\displaystyle {\begin{array}{rccl}\langle \cdot ,\cdot \rangle :&V\times V&\longrightarrow &\mathbb {K} \\&(x,y)&\longmapsto &a=\langle x,y\rangle \end{array}}}
donde {\displaystyle V} es un espacio vectorial y {\displaystyle \mathbb {K} } el cuerpo ordenado sobre el que está definido, {\displaystyle \mathbb {R} } o {\displaystyle \mathbb {C} }. La operación binaria {\displaystyle \langle \cdot ,\cdot \rangle } (que toma como argumentos dos elementos de {\displaystyle V\;}, y devuelve un elemento del cuerpo {\displaystyle \mathbb {K} }) debe satisfacer las siguientes condiciones:
1. Linealidad por la izquierda: {\displaystyle \langle ax+by,z\rangle =a\langle x,z\rangle +b\langle y,z\rangle }, y linealidad conjugada por la derecha: {\displaystyle \langle x,ay+bz\rangle ={\overline {a}}\langle x,y\rangle +{\overline {b}}\langle x,z\rangle }.
2. Hermiticidad: {\displaystyle \langle x,y\rangle ={\overline {\langle y,x\rangle }}}.
3. Definida positiva: {\displaystyle \langle x,x\rangle \geq 0\,}, y {\displaystyle \langle x,x\rangle =0\,} si y solo si x = 0,

donde {\displaystyle x,y,z\in V} son vectores, {\displaystyle a,b\in \mathbb {K} } son escalares, y {\displaystyle {\overline {c}}} es el conjugado del escalar complejo c.
En consecuencia, un producto interno definido en un espacio vectorial es una forma sesquilineal, hermítica y definida  positiva. Si el cuerpo subyacente {\displaystyle \mathbb {K} } tiene parte imaginaria nula (p. ej., {\displaystyle \mathbb {R} }), la propiedad de ser sesquilineal se convierte en ser bilineal y el ser hermítica se convierte en ser simétrica. Por tanto, en un espacio vectorial real, un producto interno es una forma bilineal simétrica definida positiva.
Alternativamente, se suele representar la operación mediante el símbolo del punto ({\displaystyle \cdot }), con lo que el producto de los vectores {\displaystyle {\bf {u}}} y {\displaystyle {\bf {v}}} se representa como {\displaystyle {\bf {{u}\cdot {\bf {v}}}}}.
Un espacio vectorial sobre el cuerpo {\displaystyle \mathbb {R} } o {\displaystyle \mathbb {C} } dotado de un producto interno se denomina espacio prehilbert, espacio prehilbertiano o espacio unitario. Si además es completo, se dice que es un espacio de Hilbert. Si la dimensión es finita y el cuerpo es el de los números reales, se dirá que es un espacio euclídeo.
Todo producto interno induce una forma cuadrática, que es definida positiva, y viene dada por el producto de un vector consigo mismo. Así mismo, induce una norma vectorial de la siguiente manera:

{\displaystyle \|x\|:={\sqrt {\langle x,x\rangle }}}

es decir, la norma de un vector es la raíz cuadrada de la imagen de dicho vector bajo la forma cuadrática asociada.

### Ejemplos de productos internos
Citamos a continuación algunos productos estudiados generalmente en la teoría de los espacio prehilbertianos. Todos estos productos —llamados canónicos— son solo algunos de los infinitos productos internos que se pueden definir en sus respectivos espacios.
- En el espacio vectorial  {\displaystyle \mathbb {R} ^{n}}  se suele definir el producto interno (llamado, en este caso en concreto, producto punto) por:

{\displaystyle \mathbf {A} \cdot \mathbf {B} =(a_{1},a_{2},a_{3},...,a_{n})\cdot (b_{1},b_{2},b_{3},...,b_{n})=a_{1}b_{1}+a_{2}b_{2}+...a_{n}b_{n}=\sum a_{i}\cdot b_{i}}.
- En el espacio vectorial  {\displaystyle \mathbb {C} ^{n}}  se suele definir el producto interno por:

{\displaystyle \mathbf {A} \cdot \mathbf {B} =(a_{1},a_{2},a_{3},...,a_{n})\cdot (b_{1},b_{2},b_{3},...,b_{n})=a_{1}{\overline {b_{1}}}+a_{2}{\overline {b_{2}}}+...a_{n}\cdot {\overline {b_{n}}}=\sum a_{i}\cdot {\overline {b_{i}}}}.
donde {\displaystyle {\overline {b_{n}}}} es el número complejo conjugado de {\displaystyle b_{n}}.
- En el espacio vectorial de las matrices de m x n, con entradas reales

{\displaystyle \mathbf {A} \cdot \mathbf {B} =\operatorname {tr} (A^{t}B)}
donde tr(M) es la traza de la matriz M y {\displaystyle A^{t}} es la matriz traspuesta de {\displaystyle A}.
- En el espacio vectorial de las matrices de m x n , con entradas complejas

{\displaystyle \mathbf {A} \cdot \mathbf {B} =\operatorname {tr} (A^{*}\cdot B)}
donde tr(M) es la traza de la matriz M y {\displaystyle A^{*}} es la matriz traspuesta conjugada de A.
- En el espacio vectorial de las funciones complejas continuas en el intervalo acotado por a y b, denotado por {\displaystyle {\mathcal {C}}[a,b]}:

{\displaystyle \mathbf {f} \cdot \mathbf {g} =\int _{a}^{b}f(x){\overline {g(x)}}\mathrm {d} x}.
- En el espacio vectorial de los polinomios de grado menor o igual a n, dados n+1 números {\displaystyle \textstyle [x_{1},x_{2},x_{3},...,x_{n},x_{n+1}]\subseteq \mathbb {R} } tales que {\displaystyle \textstyle x_{1}<x_{2}<x_{3}<...<x_{n}<x_{n+1}\,} :

{\displaystyle \mathbf {p} \cdot \mathbf {q} =p(x_{1})q(x_{1})+p(x_{2})q(x_{2})+...+p(x_{n})q(x_{n})+p(x_{n+1})q(x_{n+1})=\sum p(x_{i})\cdot q(x_{i})}.

## Propiedades del producto interno
Sean A, B y C vectores, y sean {\displaystyle \alpha } y {\displaystyle \beta } escalares:
- Es una aplicación lineal respecto del primer operando:

{\displaystyle \langle \alpha \mathbf {A} +\beta \mathbf {B} ,\mathbf {C} \rangle =\alpha \langle \mathbf {A} \cdot \mathbf {C} \rangle +\beta \langle \mathbf {B} \cdot \mathbf {C} \rangle }

- Es una forma hermitiana:

{\displaystyle \langle \mathbf {A} ,\mathbf {B} \rangle ={\overline {\langle \mathbf {B} ,\mathbf {A} \rangle }}.}

En un espacio vectorial real, esta condición se reduce a

{\displaystyle \mathbf {A} \cdot \mathbf {B} =\mathbf {B} \cdot \mathbf {A} ,}

por lo que en este caso el producto interno es conmutativo (o simétrico).
- Las dos propiedades anteriores combinadas siginifican que el producto interior es sesquilineal:

{\displaystyle \langle \mathbf {A} ,\alpha \mathbf {B} +\beta \mathbf {C} \rangle ={\overline {\alpha }}\langle \mathbf {A} \cdot \mathbf {B} \rangle +{\overline {\beta }}\langle \mathbf {A} \cdot \mathbf {C} \rangle }

de nuevo, en el caso real, esta propiedad se reduce a la linealidad en el segundo operando.
- Distributividad respecto de la suma:

{\displaystyle \langle \mathbf {A} ,\mathbf {B} +\mathbf {C} \rangle =\langle \mathbf {A} ,\mathbf {B} \rangle +\langle \mathbf {A} ,\mathbf {C} \rangle }

{\displaystyle \langle \mathbf {A} +\mathbf {B} ,\mathbf {C} \rangle =\langle \mathbf {A} ,\mathbf {C} \rangle +\langle \mathbf {B} ,\mathbf {C} \rangle }

- Positividad: en espacios vectoriales reales o complejos, el producto interno de un vector consigo mismo es un número real no negativo:

{\displaystyle \langle \mathbf {A} ,\mathbf {A} \rangle \geq 0.}

En consecuencia, es posible definir una norma vectorial de valor {\displaystyle ||\mathbf {A} ||={\sqrt {\langle \mathbf {A} ,\mathbf {A} \rangle }}}, que está definida para todos los vectores del espacio y cumple todos los axiomas requeridos. Por tanto, todo espacio prehilbertiano es un espacio normado. En el producto escalar usual, la norma asociada equivale a la longitud del vector en el espacio euclídeo.
- Desigualdad de Cauchy-Bunyakovsky-Schwarz[17]:

{\displaystyle |\langle \mathbf {A} ,\mathbf {B} \rangle |\leq ||\mathbf {A} ||\cdot ||\mathbf {B} ||.}

En consecuencia, para dos vectores no nulos A y B se tienen las desigualdades:

{\displaystyle -1\leq {\frac {\langle \mathbf {A} ,\mathbf {B} \rangle }{||\mathbf {A} ||\cdot ||\mathbf {B} ||}}\leq 1.}

En el producto escalar usual, este cociente es igual al coseno del ángulo entre los dos vectores. Ello lleva a definir el concepto de ángulo en espacios vectoriales arbitrarios como el ángulo {\displaystyle \theta } tal que

{\displaystyle \cos \theta ={\frac {\langle \mathbf {A} ,\mathbf {B} \rangle }{||\mathbf {A} ||\cdot ||\mathbf {B} ||}}.}

## El producto escalar usual en el espacio euclídeo real

### Expresión analítica
Sean los vectores {\displaystyle \mathbf {U} =(U_{1},U_{2},U_{3})^{t}}  y {\displaystyle \mathbf {V} =(V_{1},V_{2},V_{3})^{t}} en el espacio euclideo tridimensional {\displaystyle \mathbb {R} ^{3}}. El producto escalar de {\displaystyle \mathbf {U} } y {\displaystyle \mathbf {V} } se define como el producto matricial:

{\displaystyle \mathbf {U} \cdot \mathbf {V} =U^{t}V={\begin{bmatrix}U_{1}&U_{2}&U_{3}\\\end{bmatrix}}{\begin{bmatrix}V_{1}\\V_{2}\\V_{3}\\\end{bmatrix}}=U_{1}V_{1}+U_{2}V_{2}+U_{3}V_{3}\,}

Si se expresan los vectores mediante sus coordenadas respecto de cierta base {\displaystyle {\mathcal {B}}=\{e_{1},e_{2},e_{3}\}}, por aplicación de las propiedades del producto escalar, este toma la forma
| {\displaystyle \mathbf {U} \cdot \mathbf {V} } | {\displaystyle =} | {\displaystyle (u_{1}\mathbf {e} _{1}+u_{2}\mathbf {e} _{2}+u_{3}\mathbf {e} _{3})\cdot (v_{1}\mathbf {e} _{1}+v_{2}\mathbf {e} _{2}+v_{3}\mathbf {e} _{3})} |
|                                                | {\displaystyle =} | {\displaystyle {\begin{matrix}u_{1}v_{1}\mathbf {e} _{1}\cdot \mathbf {e} _{1}+u_{2}v_{1}\mathbf {e} _{2}\cdot \mathbf {e} _{1}+u_{3}v_{1}\mathbf {e} _{3}\cdot \mathbf {e} _{1}\\+u_{1}v_{2}\mathbf {e} _{1}\cdot \mathbf {e} _{2}+u_{2}v_{2}\mathbf {e} _{2}\cdot \mathbf {e} _{2}+u_{3}v_{2}\mathbf {e} _{3}\cdot \mathbf {e} _{2}\\+u_{1}v_{3}\mathbf {e} _{1}\cdot \mathbf {e} _{3}+u_{2}v_{3}\mathbf {e} _{2}\cdot \mathbf {e} _{3}+u_{3}v_{3}\mathbf {e} _{3}\cdot \mathbf {e} _{3}\end{matrix}}} |

La expresión anterior puede condensarse en forma matricial como

{\displaystyle \mathbf {U} \cdot \mathbf {V} ={\begin{bmatrix}u_{1}&u_{2}&u_{3}\\\end{bmatrix}}{\begin{bmatrix}a_{11}&a_{12}&a_{13}\\a_{21}&a_{22}&a_{23}\\a_{31}&a_{32}&a_{33}\\\end{bmatrix}}{\begin{bmatrix}v_{1}\\v_{2}\\v_{3}\\\end{bmatrix}}=U_{\mathcal {B}}^{t}AV_{\mathcal {B}},}

donde A es la matriz de Gram del producto, cuyas entradas son los productos escalares de los vectores de la base: {\displaystyle a_{ij}=e_{i}\cdot e_{j}}. En el caso particular de que la base sea ortonormal, la matriz de Gram es la matriz identidad.
Las expresiones anteriores se pueden generalizar a espacios de n dimensiones. Si U y V son vectores en {\displaystyle \mathbb {R} ^{n}} entonces:

{\displaystyle \mathbf {U} \cdot \mathbf {V} =U_{1}V_{1}+U_{2}V_{2}+...+U_{n}V_{n}\ .}

Análogamente, dadas las coordenadas de los vectores respecto de una base {\displaystyle {\mathcal {B}}=\{e_{1},e_{2},...,e_{n}\}}, el producto viene dado por

{\displaystyle \mathbf {U} \cdot \mathbf {V} =U_{\mathcal {B}}^{t}\ A\ V_{\mathcal {B}},}

donde la matriz de Gram A es de orden n x n.

## Generalizaciones

### Formas cuadráticas
Dada una forma bilineal simétrica {\displaystyle \scriptstyle B(\cdot ,\cdot )} definida sobre un espacio vectorial {\displaystyle \scriptstyle V=\mathbb {R} ^{n}} puede definirse un producto escalar diferente del producto escalar euclídeo mediante la fórmula:

{\displaystyle (\mathbf {u} ,\mathbf {v} )_{B}={\begin{bmatrix}u_{1}&\dots &u_{n}\end{bmatrix}}{\begin{bmatrix}B_{11}&\dots &B_{1n}\\\dots &\dots &\dots \\B_{n1}&\dots &B_{nn}\end{bmatrix}}{\begin{bmatrix}v_{1}\\\dots \\v_{n}\end{bmatrix}}=\sum _{i=1}^{n}\sum _{j=1}^{n}B_{ij}u_{i}v_{j}}

Donde:
{\displaystyle B_{ij}:=B(\mathbf {e} _{i},\mathbf {e} _{j})}
{\displaystyle \{\mathbf {e} _{1},\dots ,\mathbf {e} _{n}\}} es una base del espacio vectorial {\displaystyle \scriptstyle V}
Puede comprobarse que la operación anterior {\displaystyle \scriptstyle (\cdot ,\cdot )_{B}:V\times V\to \mathbb {R} } satisface todas las propiedades que debe satisfacer un producto escalar.

### Tensores métricos
Se pueden definir y manejar espacio no euclídeos o más exactamente variedades de Riemann, es decir, espacios no planos con un tensor de curvatura diferente de cero, en los que también podemos definir longitudes, ángulos y volúmenes. En estos espacios más generales se adopta el concepto de geodésica en lugar del de segmento para definir las distancias más cortas en entre puntos y, también, se modifica ligeramente la definición operativa del producto escalar habitual introduciendo un tensor métrico {\displaystyle \scriptstyle g:{\mathcal {M}}\times T{\mathcal {M}}\times T{\mathcal {M}}\to \mathbb {R} }, tal que la restricción del tensor a un punto de la variedad de Riemann es una forma bilineal {\displaystyle \scriptstyle g_{x}(\cdot ,\cdot )=g(x;\cdot ,\cdot )}.
Así, dados dos vectores campos vectoriales {\displaystyle \mathbf {u} } y {\displaystyle \mathbf {v} } del espacio tangente a la variedad de Riemann se define su producto interno o escalar como:

{\displaystyle \langle \mathbf {u} ,\mathbf {v} \rangle =g_{x}(\mathbf {u} ,\mathbf {v} )=\sum _{i}\sum _{j}g_{ij}(x)u_{i}v_{j}}

La longitud de una curva rectificable C entre dos puntos A y B se puede definir a partir de su vector tangente {\displaystyle \scriptstyle \mathbf {T} } de la siguiente manera:

{\displaystyle L_{C}=\int _{s_{a}}^{s_{b}}{\sqrt {g(\mathbf {x} ,\mathbf {T} ,\mathbf {T} )}}\ ds=\int _{s_{a}}^{s_{b}}{\sqrt {g_{ij}{\frac {dx^{i}}{ds}}{\frac {dx^{i}}{ds}}}}\ ds}